# El Chilar, La Huacana
El Chilar är en ort i Mexiko.   Den ligger i kommunen La Huacana och delstaten Michoacán de Ocampo, i den södra delen av landet, 300 km väster om huvudstaden Mexico City. El Chilar ligger 185 meter över havet och antalet invånare är 197.
Terrängen runt El Chilar är kuperad söderut, men norrut är den platt. Runt El Chilar är det glesbefolkat, med 16 invånare per kvadratkilometer. Närmaste större samhälle är Nuevo Capirio, 4,8 km norr om El Chilar. I omgivningarna runt El Chilar växer huvudsakligen savannskog.